# .bz
.bz è il dominio di primo livello nazionale assegnato al Belize.
È amministrato dall'Università del Belize.
Il dominio è stato oggetto di una azione legale da parte di una società statunitense per la somiglianza con .biz.